# Lalisa (сингл-альбом)
Lalisa (стилизуется маюскулом) — дебютный сингл-альбом тайской певицы, рэпера и участницы южнокорейской гёрл-группы Blackpink Лисы в жанре хип-хоп на корейском и английском языках. Версия на CD, а также цифровая и потоковая/стриминг версии выпущены на лейблах YG Entertainment (Корея) и Interscope Records (Мир) 10 сентября 2021 года в 13:00 по местному времени (UTC+9:00). Эксклюзивная для Республики Корея версия на виниловых пластинках вышла 27 декабря этого же года.
Лиса стала третьей участницей группы после Дженни (2018) и Розэ (2021), дебютировавшей в качестве сольной исполнительницы. В сентябре появился треклист альбома, а также информация о его жанре и длине композиций. После релиза альбом был исполнен на множестве шоу программ США, Таиланда и Южной Кореи.
Альбом стал коммерчески успешным. Ещё до выхода он побил рекорд по предзаказам на территории Республики Корея, а после выхода видеоклип на одноимённый заглавный сингл побил несколько рекордов на YouTube. В то же время оценки у пластинки оказались смешанными.

## Предыстория
Впервые о сольном дебюте всех участниц группы Blackpink было заявлено в 2018 году. Тогда же состоялся соло-дебют первой из них, Дженни. 1 июня 2020 года в YG Entertainment объявили, что вскоре после выхода дебютного полноформатного альбома коллектива The Album состоится сольный релиз остальных трёх его участниц. Первым из таких 12 марта 2021 года вышел альбом Пак Розэ, который стал коммерчески-успешным, в том числе побив ряд рекордов (в частности по предзаказам среди сольных исполнительниц из Южной Кореи), а также получил в целом положительные отзывы критиков.
19 апреля стало известно, что Лиса станет третьей участницей Blackpink, которая дебютирует сольно, и произойдёт это уже в 2021 году. Тогда же французский музыкальный продюсер и диджей DJ Snake написал о том, что готовит совместную работу с Лисой, однако песня с ним не вошла в альбом. О дальнейшей судьбе альбома не было известно вплоть до 25 августа, когда в Инстаграме девушки были опубликованы два первых промопостера, говорящих о том, что релиз состоится 10 сентября 2021 года. Два дня спустя на YouTube-канале коллектива появился первый визуал-тизер, а также был открыт предзаказ на альбом, имевший колоссальный успех: ко дню релиза второго визуал-тизера, случившегося 31 августа 2021 года, альбом был предзаказан 700 000 раз, что на 200 тысяч больше рекорда, ранее поставленного Розэ. Три дня спустя, 3 сентября 2021 года состоялся релиз третьего, заключительного визуал-тизера.
6 сентября 2021 года в сети появился треклист будущего сингл-альбома, согласно которому работа должна была содержать четыре трека — две оригинальные работы «Lalisa» и «Money» (с англ. — «Деньги») и их инструментальные версии. Позднее стало известно, что последние являются частью только физической версии альбома. Тогда же было объявлено, что за час до релиза Лиса проведёт трансляцию в Naver V Live и TikTok, а 8 сентября вышел тизер к видеоклипу на первый из треков. 9 сентября появился постер, напоминающий о том, что остался один день до релиза.

## Подготовка и запись
По словам Лисы из интервью журналу Billboard, первой песней из альбома, которую она услышала, была «Money». Первоначально она планировалась как песня для всей группы Blackpink, однако Лалиса настояла, чтобы этот трек вошёл в её сольный релиз. Следом вместе с продюсером она послушала первоначальную версию заглавного трека с другим хуком. Однако затем он предложил Лалисе подставить туда её имя.
По словам исполнительницы, хотя она и не принимала участия в написании текста песен, продюсер с ней постоянно советовался по этому поводу, пытаясь понять, хочет ли она что-то донести до фанатов. Лиса заявила, что хочет напомнить миру о том, что она — тайка, поэтому попросила добавить в заглавный трек этнические мотивы. В интервью рэперша также отметила конкретное платье — от Александра Вотье, которое она специально выбрала для создания гнетущей атмосферы ожидания в тизерах, в то время как в клипе использовались куда более лёгкие наряды для того, чтобы передать ощущение праздника от того, что релиз наконец состоялся.
11 сентября 2021 года, менее чем через сутки после релиза, на YouTube-канале группы появился мини-фильм о создании видеоклипа.

## Релиз и продвижение
Альбом был выпущен 10 сентября 2021 года в 13:00 по Сеулу на лейбле YG Entertainment в Корее и на лейбле Interscope Records по миру. Длительность цифровой версии составила 6 минут и 8 секунд: длительность первой песни альбома — 3:20, второй — 2:48. В состав физической версии альбома также включены инструментальные версии обеих композиций.
Одновременно с выходом альбома был выпущен видеоклип на первый сингл. В данном видео Лиса выступает примерно в тридцати различных локациях, в том числе катается на квадроцикле, мотоцикле и исполняет хореографические движения под музыку. При этом в одной из заключительных сцен Лалиса танцует в тайском костюме. На пресс-конференции перед выходом трека Лиса сказала, что сама захотела добавить тайскую атмосферу в работу. Также в этот день состоялось её выступление на «Ночном шоу с Джимми Фэллоном». Ранее на этом шоу неоднократно выступали Blackpink, а в начале года с сольным дебютом выступила Розэ. 11 сентября Лиса стала гостьей тайского Woody Show на 7 канале в Таиланде. 14 сентября альбом был представлен в программе OutNow Unlimited of Naver Now, на котором также были дополнительные сцены в режиме дополненной реальности, а в конце сентября — на Inkigayo.
22 сентября 2021 года в твиттере коллектива появился тизер-постер, говорящий о том, что через два дня в 12 часов дня по Сеулу (UTC+09) появится видео на второй сингл из альбома. 24 сентября оно было выложено на YouTube-канале Blackpink. 10 октября было выложено танцевальное видео на данный сингл.

## Название альбома. Жанр и тематика песен
Альбом и дебютный сингл названы по имени рэперши — «Лалиса» (тайск. ลลิษา). Согласно YG, это песня о ней и о том, чего она добилась. По словам Лисы, этот трек «является способом показать силу её имени и её самой», а также «играет в пользу общей атмосферы».
Согласно официальным данным лейбла, обе песни записаны в жанре хип-хоп/рэп, а их биты отличаются динамичностью и высоким ритмом. Впрочем, в альбоме также присутствует и пение. YG заявило, что Лисе также «настала пора проявить себя как певице». Также по просьбе Лалисы Тедди Пак срежиссировал заглавную композицию в тайском стиле, однако, в отличие от Розэ, Лалиса не принимала участие в написании текста песен альбома. При записи ведущего сингла использовалась смесь английского и корейского языков. Вторая песня из альбома, «Money», записана исключительно на английском.

## Список композиций
Названия всех треков, как и название самого альбома, стилизуются маюскулом:
| №                   | Название            | Текст песни                  | Продюсер(ы)                        | Длительность |
| ------------------- | ------------------- | ---------------------------- | ---------------------------------- | ------------ |
| 1.                  | «Lalisa»            | Тедди Пак [англ.] Bekuh Boom | 24 Bekuh Boom Тедди Пак            | 3:20         |
| 2.                  | «Money»             | Bekuh Boom Vince             | 24 Bekuh Boom R. Tee [англ.] Vince | 2:48         |
| 3.                  | «Lalisa (inst.)»    |                              | 24 Bekuh Boom Тедди Пак            | 3:20         |
| 4.                  | «Money (inst.)»     |                              | 24 Bekuh Boom R. Tee Vince         | 2:48         |
| Общая длительность: | Общая длительность: | Общая длительность:          | Общая длительность:                | 12:16        |

## Восприятие

### Коммерческий успех
Ко дню релиза второго визуал-тизера, выпущенного 31 августа 2021 года, альбом предзаказали 700 тысяч раз, что на 200 тысяч больше рекорда, ранее поставленного Розэ. Ко дню релиза же количество предзаказов превысило отметку в 800 тысяч копий. При этом количество заказов в Китайской Народной Республике было принудительно ограничено из-за репрессий со стороны правительства. Ранее фанаты нередко покупали совместно несколько альбомов для поддержки любимых исполнителей, что повышало продажи, однако с данной работой так сделать не получилось из-за массового противодействия. Несмотря на это, менее чем за сутки на крупнейшем китайском сервисе QQ Music продажи превзошли отметку в 340 тысяч копий. Через несколько часов после релиза альбом достиг вершины чарта ITunes World и чартов Itunes 72 стран.
Клип на заглавный сингл «Lalisa» побил несколько рекордов. Первоначально он быстрее других работ сольных K-pop-исполнительниц набрал 30 миллионов просмотров — ему понадобилось лишь 5 с половиной часов. В дальнейшем видео побило общий рекорд для соло-треков на Ютубе. За 24 часа видеоклип собрал 73,6 миллиона просмотров, в то время как самый просматриваемый за первые 24 часа трек от соло-исполнителя ранее — «Me!» Тейлор Свифт при участии Брендона Ури — 65,2 миллиона. Кроме того, «Lalisa» стал клипом, который быстрее прочих сольных работ K-pop-исполнителей ранее собрал 100 миллионов просмотров, сделав это за 2 дня, 1 час и пять минут и опередив работу Psy «Gangnam Style». Один из рекордов побил и второй же сингл, «Money»: к 18 октября, за 37 дней после релиза в качестве сингла в сервисе Spotify его прослушали 100 миллионов раз, что является рекордным показателем для сольного K-pop-исполнителя. Ранее первое место занимала одногруппница Лисы Розэ с песней «On the Ground», которая достигла этого результата за 71 день после релиза. Через 65 дней после релиза песня побила ещё один рекорд на сервисе: песню прослушали 200 миллионов раз, что тоже самый лучший результат среди всех сольных исполнителей Республики Корея, а также лучший результат для девушек-кореянок — предыдущий рекорд поставили всё те же Blackpink с песней «How You Like That» — 200 миллионов за 86 дней. В мировых чартах к этому моменту песня поднялась до 5 позиции. Таким образом, «Money» стала самой успешной песней девушки на сервисе, включая песни в составе группы.
Альбом занял первое место основного альбомного чарта Gaon (Республика Корея) и 4 место в Download Chart. Заглавный сингл занял 90 место в Digital Chart и 156 в Streaming Chart, а также второе место в Billboard Global 200.

#### Таблица чартов
| Регион           | Название чарта/сервиса    | Высшая позиция | Продажи  | Источник(и) |
| ---------------- | ------------------------- | -------------- | -------- | ----------- |
| Китай            | QQ Music+KuGou+Kuwo       |                | 780 000+ | [ 66 ]      |
| Республика Корея | GAON (South Korea Albums) | 1              | -        | [ 61 ]      |
| Республика Корея | GAON (South Korea Albums) | 4              | -        | [ 61 ]      |
| Республика Корея | GAON (Download Chart)     | 4              | -        | [ 62 ]      |
| Республика Корея | Gaon (Albums)             | 3              | 693 079+ | [ 67 ]      |
| Республика Корея | Gaon (Albums)             | 10             | 60 000+  | [ 67 ]      |
| Глобальный       | ITunes World              | 1              | -        | [ 68 ]      |

### Рекорды
| Тип рекорда     | Дата                | Наименование рекорда                                                                            | Источник |
| --------------- | ------------------- | ----------------------------------------------------------------------------------------------- | -------- |
| Рекорд Гиннесса | 8 октября 2021 года | Самое просматриваемое Ютуб-видео от соло-артиста за 24 часа (сингл «Lalisa»)                    | [ 69 ]   |
| Рекорд Гиннесса | 8 октября 2021 года | Самое просматриваемое Ютуб-видео от сольного южнокорейского артиста за 24 часа (сингл «Lalisa») | [ 69 ]   |

### Прочие награды
| Год  | Организация            | Награда       | Результат | Ссылка |
| ---- | ---------------------- | ------------- | --------- | ------ |
| 2022 | Seoul Music Awards     | Bonsang Award | 10        | [ 70 ] |
| 2022 | MTV Video Music Awards | Best K-pop    | 1         | [ 71 ] |

### Отзывы
| Оценки критиков | Оценки критиков |
| Источник        | Оценка          |
| --------------- | --------------- |
| NME             | [ 49 ]          |
| Allkpop         | [ 72 ]          |

Обозреватель южнокорейской газеты «Факты» Чон Бёнгын написал, что в заглавной композиции альбома гармонично сочетаются провокационный риф, напоминающий сирену, с динамичным ритмом, а напряжённое пение — с более мощным и быстрым рэпом; эти элементы вместе создают взрывную синергию. По мнению рецензента, в тексте также скрывается традиционный для группы «контраст между чёрным и розовым», что придаёт песне «особую ценность». Он также написал, что в клипе на эту песню чувствуется энергия её родного Таиланда. Вторая песня «Money», по мнению Чон Бёнгына, лишь «удваивает впечатления от первой». По мнению рецензента, это энергичная хип-хоп композиция, «наполненная хабаром в тексте».
Критик журнала New Musical Express Риан Дейли поставила альбому оценку в 2 балла из 5 возможных. Она написала, что качество релиза оказалось далеко от того, что заслуживает участница столь популярной группы. По мнению рецензента, в заглавном сингле альбома в целом сложно найти плюсы, поскольку пение она посчитала скучным, а рэп-перебежки — более подходящими другому треку. При этом Риан считает, что трек мог бы неплохо смотреться, если бы его исполняла вся группа целиком, но одна Лиса «не спасает эту скуку». Текст она посчитала бездушным и нацеленным более на хвастовство. Второй трек она посчитала ещё более скучным и угрюмым: заезженная тема о трате денег, которая, в отличие от одноимённого сингла Cardi B, даже звучит излишне скучно и не изобретательно. По мнению рецензента, этот релиз должен был хранится в «застенках YG», а не быть выпущен, поскольку любая из участниц явно заслуживает большего.
В то же время редакция портала Allkpop в своём обзоре пишет о том, что не согласна с ранними рецензиями, которые назвали заглавный сингл целиком скучным. По их мнению, «Lalisa» — классическая песня «девочки из YG». Первую часть трека рецензенты охарактеризовали как немного скучноватую, но ко второму рэп-куплету, по их мнению, Лиса «набирает обороты» и «всё идёт как надо». Альбом в целом заслужил оценки в 7,67 балла из 10 возможных. Отдельно редакция отметила клип, назвав его «шедевром» и поставив ему 10 баллов из 10 возможных. По их мнению, здесь переплелись красивые танцы, дорогие украшения и декорации, а также хорошая постановка.
Нолан Фини из журнала Billboard написал о том, что заглавный сингл безусловно расширяет список «бэнгеров» группы, таких как «How You Like That» благодаря своей быстроте и тайскому настроению, в то время как «Money» «вяло крутится по спирали», что делает Лису максимально похожей на современную американскую рэп-сцену. Чейз Макмаллен в рецензии для Beats Per Minute написал, что Лисе удалось записать сбалансированную песню с очень красивыми и плавными переходами. Дженна Гийом из MTV писала о том, что Лиса в заглавном сингле и клипе на него хорошо танцует, поёт и читает рэп. По мнению Анвайи Мане из Pinkvilla, в заглавном сингле Лиса очень бойко читает рэп, в то время как в «Money» её читка наоборот медленная и плавная, благодаря чему альбом представляется ей достаточно разнообразным.

## История релиза
| Место            | Тип                                      | Дата                  | Источник |
| ---------------- | ---------------------------------------- | --------------------- | -------- |
| Мировой релиз    | Цифровая и потоковая/стриминговая версии | 10 сентября 2021 года | [ 12 ]   |
| Мировой релиз    | CD                                       | 10 сентября 2021 года | [ 12 ]   |
| Япония           | Макси-сингл                              | 2 октября 2021 года   | [ 77 ]   |
| США              | CD                                       | 12 ноября 2021 года   | [ 78 ]   |
| Республика Корея | Виниловая пластинка                      | 27 декабря 2021 года  | [ 79 ]   |

### Комментарии
1. ↑  Данная композиция вышла уже после релиза альбома Lalisa, 22 октября 2021 года, как внеальбомный сингл DJ Snake «SG» (акроним от Sexy Girl[13]) при участии пуэрто-риканского певца Осуны, американской рэперши Megan Thee Stallion и самой Лисы[14]. Данная песня стала первым треком, в написании текста которого Лиса участвовала лично[15].

### Рецензии
- Daly Rhian. Lisa’s dull and empty ‘Lalisa’ is far from the solo debut the Blackpink rapper deserves (англ.) // NME : music magazine. — London: NME Networks, 2021. — 10 September. — ISSN 0028-6362.
- Staff. |Album & MV review| Lisa — 'Lalisa' (англ.). Allkpop. Edgewater: 6Theory Media, LLC (13 сентября 2021). Дата обращения: 19 сентября 2021.

### Интервью
- Feeney Nolan. Blackpink's Lisa on Her Solo Debut and Stepping Up Her Rap Skills : 'I Pushed Myself' (англ.) // Billboard : music magazine. — New York: Lynne Segall, 2021. — 10 September. — ISSN 0006-2510.
- Glasby Taylor. ‘It’s A New Swag That Was Hidden Inside Me’ : Blackpink’s Lisa Talks Vogue Through Her Solo Debut (англ.) // Vogue : fashion magazine. — New York: Conde Nast Publications, 2021. — 16 September. — ISSN 0042-8000.